# جي. إي. كيدر سميث
جي. إي. كيدر سميث (بالإنجليزية: George Everard Kidder Smith)‏ هو مهندس معماري أمريكي، ولد في 1 أكتوبر 1913 في برمنغهام في الولايات المتحدة، وتوفي في 8 أكتوبر 1997 في مانهاتن في الولايات المتحدة.